# Monastero di San Salvatore (Pavia)
Il monastero di San Salvatore fu un antico monastero di Pavia.

## Storia
Il monastero sorgeva presso l'attuale basilica del Santissimo Salvatore, comunemente detta di San Mauro, in via della Riviera, e si estendeva nell'area oggi occupata dalla caserma dell'ex Genio militare. Si trova in una posizione strategica in quanto posto su un tratto della via Francigena che collegava Roma alla Francia, era inoltre vicino al porto di Santa Sofia sul Ticino, a ovest, tra la città e l'attuale comune di Torre d'Isola.
La Chiesa dedicata al Salvatore fu fondata nel 657 dal re longobardo Ariperto I (Historia Langobardorum, IV 51), e probabilmente accanto alla Chiesa sorse un primo oratorio o monastero in cui vi operarono i monaci di san Colombano di Bobbio che gestivano altri monasteri e chiese sia a Pavia che nei dintorni, come il Monastero di San Pietro in Ciel d'Oro. Si riferisce infatti che nel 924, durante l'assedio al termine del quale gli Ungari assediarono Pavia, i monaci dovettero abbandonare il monastero per mettersi in salvo.
Il complesso di San Salvatore scompare dalle fonti scritte per tutta l’età carolingia e post-carolingia sino alla seconda metà del X secolo, quando con santa Adelaide  (regina consorte d'Italia (dal 947 al 950, come moglie di Lotario II d'Italia, e successivamente dal 962 al 973, come moglie di Ottone I) il monastero fu rifondato divenendo uno dei principali enti ecclesiastici “dinastici” dell’impero ottoniano.
Non è stato trovato l’atto di fondazione del monastero (che dovrebbe risalire al 971-972 d.C.), ma solo di una serie di successivi diplomi di conferma rilasciati dal figlio di Adelaide, Ottone II (982), dall’imperatrice stessa a pochi mesi dalla propria morte (12 aprile 999) e da suo nipote Ottone III (6 luglio 1000, subito dopo la morte della nonna). A questo primo gruppo di diplomi fanno seguito le conferme concesse al monastero da Arduino (1002) e da Enrico II (1014).

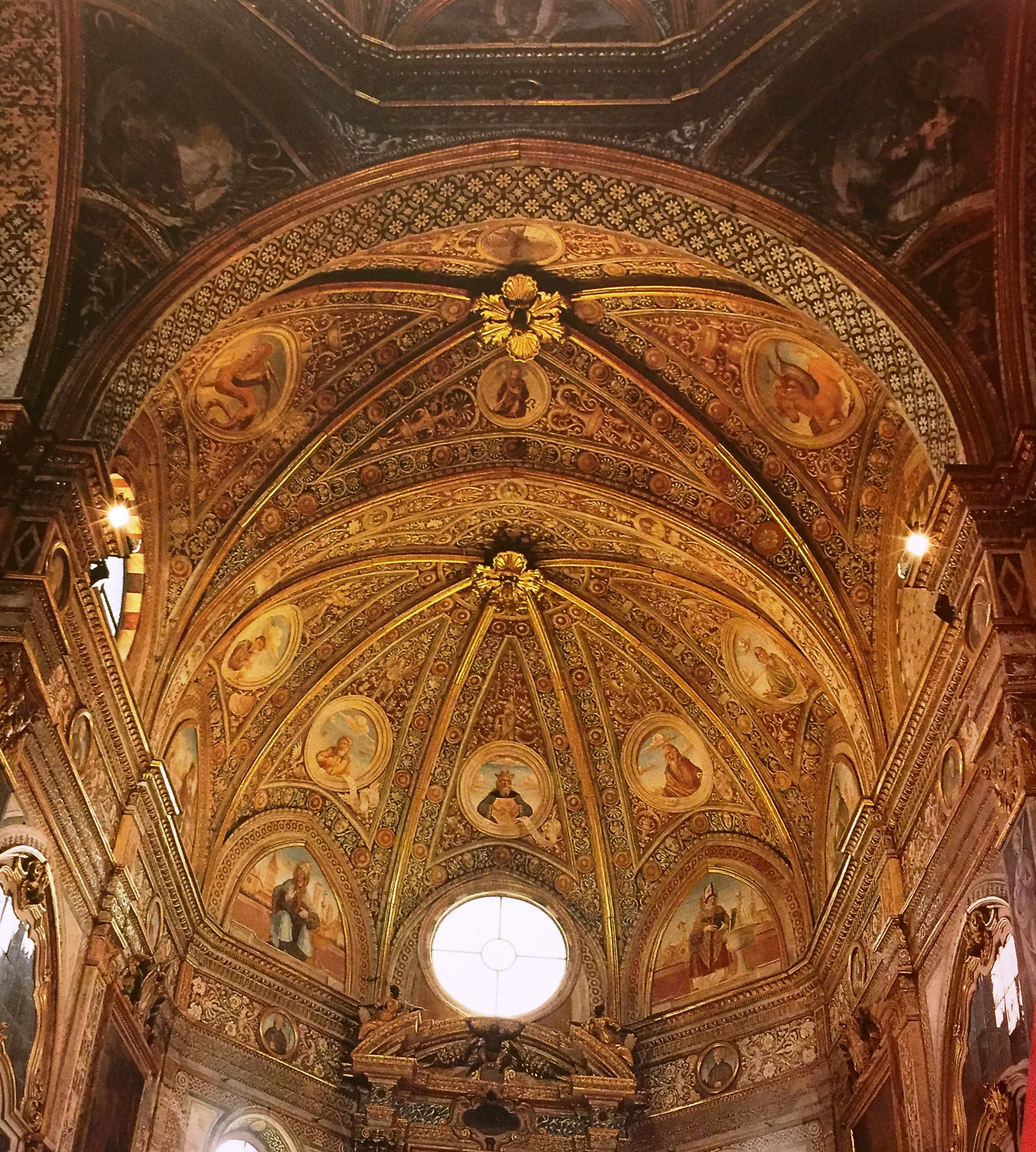
l'abside

La serie di documenti delineano la nuova struttura istituzionale e fondiaria del monastero. San Salvatore è infatti posto sotto la diretta protezione apostolica, ovvero del vescovo di Roma, garantendogli in tal modo l’esenzione dal controllo giurisdizionale del vescovo di Pavia e dal pagamento delle decime a lui dovute. Viene poi concesso il privilegio dell’elezione dell’abate da parte dei monaci e il diritto di battesimo nella propria chiesa, normalmente riservato alle chiese episcopali: i diplomi imperiali inoltre concedono al monastero una quarantina circa di corti rurali sparse nell’Italia settentrionale e l’immunità, ossia il divieto ai rappresentanti del potere pubblico di amministrare la giustizia ed esigere le imposte nei suoi possedimenti. Tali provvedimenti sottraggono dunque completamente il monastero al controllo del vescovo di Pavia, rendendolo inoltre uno dei maggiori proprietari terrieri della capitale del regno.
Adelaide dotò il monastero di rendite terriere, come dimostrano le menzioni dei lasciti di Adelaide a San Salvatore nella vita di Adelaide composta da Odilone di Cluny e nella vita di san Maiolo redatta da Siro. La dotazione comprendeva, fra l'altro, le corti regie di Corana e Corteolona, Monticelli Pavese, Valeggio, Garlasco, Borgo San Siro, Fresonara, Pasturana, Novi Ligure  (situati per lo più nelle province di Pavia e Alessandria). Re e imperatori (Ottone II, Arduino, Enrico II, Corrado II, Enrico IV e Federico I) continueranno a confermare e ampliare le prerogative del monastero. Adelaide chiamò i monaci dell'ordine riformato dei Cluniacensi che contribuirono con san Maiolo di Cluny alla crescita del complesso di San Salvatore. Pur essendo fin dalle origini legato all'ambito cluniacense, San Salvatore però non dipendeva dall'abbazia di Cluny.
Tra XI e XII secolo San Salvatore gode di una grande base fondiaria e potenzialità economica. La fondazione imperiale garantisce la sua prosperità, come testimoniato dai diplomi imperiali emanati da Arduino nel 1002, Enrico II nel 1014, Corrado II nel 1026 ed Enrico IV nel 1077, i quali garantivano inoltre il monastero da ogni ingerenza di poteri esterni, soprattutto da parte del vescovo di Pavia. Tra XI e XII secolo nasce una controversia tra il vescovo (che tenta di aumentare l'influenza sui monasteri) e San Salvatore sul diritto di battesimo accordato (o usurpato) dal monastero. La disputa si risolse con la vittoria di San Salvatore, che nel 1102 riceve una bolla di conferma emanata da papa Pasquale II che conferma l’elezione dell’abate da parte dei monaci, le esenzioni dalle decime episcopali, il diritto di battesimo nella chiesa e la diretta dipendenza del monastero da Roma, provvedimento successivamente confermato da Callisto II nel 1120, Innocenzo II nel 1132, Eugenio III nel 1145 e Urbano III nel 1186
Il monastero ha dato ospitalità a re e imperatori. Quando i pavesi nel 1024 distrussero il palazzo reale situato in città, il monastero fu sede provvisoria dell'amministrazione regia,  nel 1155 ospitò Federico Barbarossa, incoronato poi re nella basilica di San Michele maggiore, e nel 1248 accolse l’imperatore Federico II.
Il monastero di San Salvatore declinò sotto la pressione dei Comuni e delle Signorie, perdendo temporaneamente o definitivamente molte delle signorie feudali e dei beni terrieri.
Nel 1446 il papa Eugenio IV unì il monastero di San Salvatore alla congregazione benedettina cassinese di Santa Giustina in Padova.

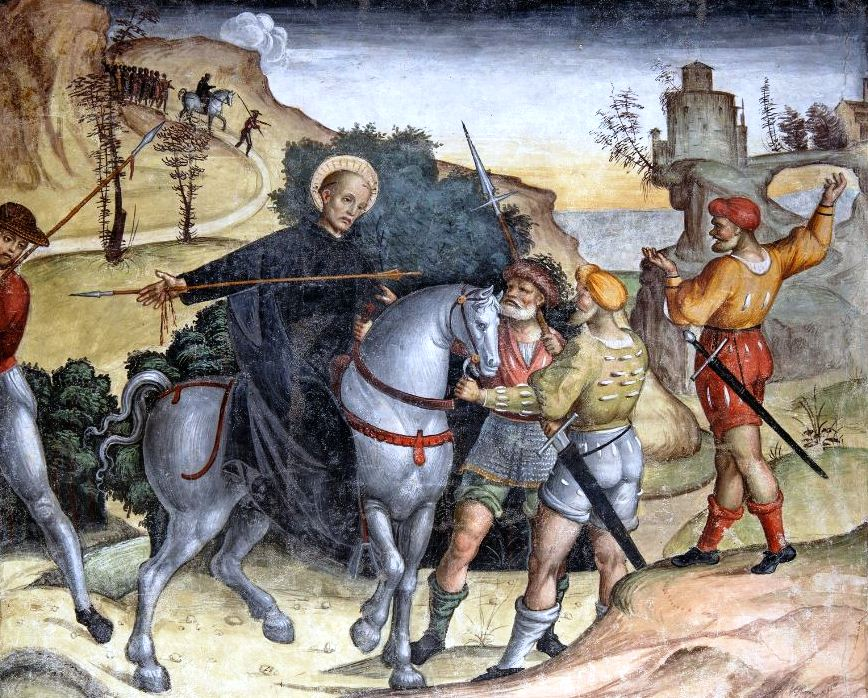
Bernardino Lanzani, affresco

La Chiesa fu ricostruita completamente tra il 1497 e il 1511 in forme tardo-gotiche o protorinascimentali (su progetto forse di Giovanni Antonio Amadeo) e in contemporanea i lavori di rifacimento riguardarono anche il monastero. Con la ricostruzione la Chiesa che originariamente si ritiene avesse il classico orientamento est-ovest, assunse l'anomalo orientamento sud-nord direttamente affacciato sulla strada, in quanto la chiesa era posta sulla importante e frequentata via Francigena. Conserva al suo interno numerosi affreschi di Bernardino Lanzani dei primi anni del XVI secolo.
Due lapidi commemorative ricordano che nel 1585 vennero traslate nella chiesa le ceneri di Ariperto e di Adelaide.
Tra il 1777 ed il 1779 il governo austriaco promosse la creazione, all'interno del monastero, della Tipografia del Regio Imperial Monastero di S. Salvatore, affidata ai monaci, ma finanziata dal governo e dotata di moderne attrezzature. La tipografia lavorò soprattutto al servizio dell'Università di Pavia, ma venne chiusa negli anni '90 del Settecento.
Nel 1782 il monastero fu soppresso, e nel 1860 e venne occupato da una caserma dei pontieri. Anche la Chiesa fu sconsacrata, per essere riaperta al culto il 21 marzo 1901 come basilica del Santissimo Salvatore (detta anche San Mauro).

## Progetto di recupero parziale
L'11 maggio 2016 la Parrocchia di San Salvatore ha comprato dalla Cassa Depositi e Prestiti, a cui l'edificio era stato conferito dal demanio, il cosiddetto chiostro piccolo, il corpo di fabbrica a forma di L, la cui ala più lunga corre parallela alla chiesa. Il chiostro piccolo si sviluppa sul lato opposto alla fiancata della chiesa e chiude una corte a rettangolo allungato. Il portico è stato ristrutturato nel primo settecento, e costituisce la naturale prosecuzione del lato orientale, dello splendido portico cinquecentesco quadrangolare, che si trova nella parte sud del complesso. L’edificio, è in totale abbandono da una quindicina d’anni dopo la chiusura della caserma.
La Parrocchia ha creato un'associazione di volontariato "Piccolo Chiostro Onlus" allo scopo di ristrutturare l'intera area per scopi assistenziali e culturali. Il progetto è stato presentato alla città il 29 ottobre 2016.